# Horacio de la Peña
Horacio Armando de la Peña (Buenos Aires, 1º agosto 1966) è un ex tennista e allenatore di tennis argentino.

## Carriera
Ottenne il suo best ranking in singolare il 6 aprile 1987 con la 31ª posizione, mentre in doppio divenne il 53º del ranking ATP il 22 aprile 1991.
In carriera vinse quattro tornei in singolare del circuito ATP, il primo dei quali a Marbella con il successo in finale sullo statunitense Lawson Duncan, con il punteggio di 6-0, 6-3. Il miglior risultato ottenuto nei tornei del grande Slam fu il quarto turno raggiunto nell'Open di Francia 1986; in quell'occasione superò in successione il belga Libor Pimek, il cileno Hans Gildemeister e l'italiano Claudio Panatta prima di venir superato dalla testa di serie numero otto, il francese Henri Leconte, con il punteggio di 6-1, 6-2, 6-1.
In doppio, vinse sei tornei del circuito ATP due dei quali in coppia con il messicano Jorge Lozano a Casablanca nel Grand Prix Hassan II nel 1992 e ad Atene all'Athens Open nel 1993. Nel circuito ATP Challenger Series conquistò tre titoli in singolare e cinque in doppio.
Fece parte della squadra argentina di Coppa Davis dal 1986 al 1993 in sette occasioni con un bilancio finale di sette vittorie e cinque sconfitte.

## Dopo il ritiro

### Allenatore
Dopo il ritiro dall'attività agonistica, avvenuto nel 1994, intraprese la carriera di allenatore aprendo un'accademia in Cile. Fu inoltre il coach di vari tennisti professionisti come David Nalbandian, Gastón Gaudio, Guillermo Coria, Fernando González, José Acasuso, Mariano Puerta, Paul Capdeville Franco Squillari, Gastón Etlis, Martín Rodríguez, Martín Vassallo Argüello e Adrián García. Fu per un periodo nel team di tecnici della squadra cilena di Coppa Davis e fu il capitano non giocatore della squadra cilena che vinse nel 2003 la World Team Cup. Da dicembre 2024 è l'allenatore di Tomás Martín Etcheverry e 
nel 2025 è capitano non giocatore della squadra argentina di United Cup.

### Organizzatore
Terminata l'attività di coach di tennisti professionisti, continuò ad allenare i giovani e si dedicò a progetti di promozione del tennis e di formazione di giovani talenti. Nel 2021 fu l'ideatore e l'organizzatore del Dove Men+Care Legión Sudamericana, un circuito di nuovi tornei delle categorie Challenger e ITF da svolgersi in diversi paesi del Sudamerica creato per garantire maggiori opportunità ai giocatori professionisti locali.

## Statistiche

### Tornei ATP

#### Singolare

##### Vittorie (4)
| Legenda                |
| Grande Slam (0)        |
| Tennis Masters Cup (0) |
| ATP Masters Series (0) |
| ATP Tour (4)           |

| N. | Data           | Torneo                                         | Superficie  | Avversario in finale | Punteggio          |
| 1. | 22 aprile 1985 | Marbella Grand Prix, Marbella                  | Terra rossa | Lawson Duncan        | 6-0, 6-3           |
| 2. | 22 maggio 1989 | ATP Firenze, Firenze                           | Terra rossa | Goran Ivanišević     | 6-0, 6-3           |
| 3. | 30 luglio 1990 | Austrian Open, Kitzbühel                       | Terra rossa | Karel Nováček        | 6-4, 7-6, 2-6, 6-2 |
| 4. | 12 aprile 1993 | U.S. Men's Clay Court Championships, Charlotte | Terra rossa | Jaime Yzaga          | 3-6, 6-3, 6-4      |

##### Finali perse (2)
| Legenda                |
| Grande Slam (0)        |
| Tennis Masters Cup (0) |
| ATP Masters Series (0) |
| ATP Tour (2)           |

| N. | Data            | Torneo                                | Superficie  | Avversario in finale | Punteggio     |
| 1. | 7 aprile 1986   | Hypo Group Tennis International, Bari | Terra rossa | Kent Carlsson        | 5-7, 7-6, 5-7 |
| 2. | 31 ottobre 1988 | ATP San Paolo, San Paolo              | Cemento     | Jay Berger           | 4-6, 4-6      |

#### Doppio

##### Vittorie (6)
| Legenda                |
| Grande Slam (0)        |
| Tennis Masters Cup (0) |
| ATP Masters Series (0) |
| ATP Tour (6)           |

| N. | Data              | Torneo                           | Superficie  | Compagno       | Avversari in finale          | Punteggio     |
| 1. | 31 ottobre 1988   | ATP San Paolo, San Paolo         | Cemento     | Jay Berger     | Ricardo Acuña Javier Sánchez | 5-7, 6-4, 6-3 |
| 2. | 11 giugno 1990    | ATP Firenze, Firenze             | Terra rossa | Sergi Bruguera | Luiz Mattar Diego Pérez      | 3-6, 6-3, 6-4 |
| 3. | 8 aprile 1991     | Torneo Godó, Barcellona          | Terra rossa | Diego Nargiso  | Boris Becker Eric Jelen      | 6-4, 4-6, 6-4 |
| 4. | 16 marzo 1992     | Grand Prix Hassan II, Casablanca | Terra rossa | Jorge Lozano   | Ģirts Dzelde T. J. Middleton | 2-6, 6-4, 7-6 |
| 5. | 14 settembre 1992 | Cologne Open, Colonia            | Terra rossa | Gustavo Luza   | Ronnie Båthman Libor Pimek   | 6-7, 6-0, 6-2 |
| 6. | 4 ottobre 1993    | Athens Open, Atene               | Terra rossa | Jorge Lozano   | Royce Deppe John Sullivan    | 3-6, 6-1, 6-2 |

##### Finali perse (5)
| Legenda                |
| Grande Slam (0)        |
| Tennis Masters Cup (0) |
| ATP Masters Series (0) |
| ATP Tour (5)           |

| N. | Data              | Torneo                                        | Superficie  | Compagno      | Avversari in finale           | Punteggio     |
| 1. | 16 novembre 1987  | ATP Buenos Aires, Buenos Aires                | Terra rossa | Jay Berger    | Tomás Carbonell Sergio Casal  | Walkover      |
| 2. | 24 settembre 1990 | Campionati Internazionali di Sicilia, Palermo | Terra rossa | Carlos Costa  | Sergio Casal Emilio Sánchez   | 3-6, 4-6      |
| 3. | 20 luglio 1992    | Austrian Open, Kitzbühel                      | Terra rossa | Vojtěch Flégl | Sergio Casal Emilio Sánchez   | 7-6, 5-7, 3-6 |
| 4. | 28 settembre 1992 | Campionati Internazionali di Sicilia, Palermo | Terra rossa | Vojtěch Flégl | Johan Donar Ola Jonsson       | 7-5, 3-6, 4-6 |
| 5. | 22 febbraio 1993  | Abierto Mexicano Telcel, Città del Messico    | Terra rossa | Jorge Lozano  | Leonardo Lavalle Jaime Oncins | 6-7, 4-6      |

### Tornei minori

#### Singolare

##### Vittorie (3)
| Legenda tornei minori |
| Challenger (3)        |
| Futures (0)           |

| N. | Data              | Torneo                             | Superficie  | Avversario in finale | Punteggio     |
| 1. | 12 settembre 1983 | Thessaloniki Challenger, Salonicco | Terra rossa | Rory Chappell        | 5-7, 7-6, 7-5 |
| 2. | 26 novembre 1984  | Bahia Challenger, Salvador         | Cemento     | Marcos Hocevar       | 6-4, 5-7, 7-5 |
| 3. | 21 settembre 1992 | Bucharest Challenger, Bucarest     | Terra rossa | Marcos Ondruska      | 6-3, 6-0      |

#### Doppio

##### Vittorie (5)
| Legenda tornei minori |
| Challenger (5)        |
| Futures (0)           |

| N. | Data              | Torneo                          | Superficie  | Compagno         | Avversari in finale                  | Punteggio |
| 1. | 14 agosto 1989    | Brasilia Challenger, Brasilia   | Terra rossa | David Macpherson | Luis Ruette João Soares              | 6-3, 7-5  |
| 2. | 13 agosto 1990    | Salzburg Challenger, Salisburgo | Terra rossa | Horst Skoff      | Johan Donar Ola Jonsson              | 6-2, 6-4  |
| 3. | 21 settembre 1992 | Bucharest Challenger, Bucarest  | Terra rossa | Marcos Ondruska  | Jean-Philippe Fleurian Markus Naewie | 6-4, 6-2  |
| 4. | 6 settembre 1993  | Venice Challenger, Venezia      | Terra rossa | Juan Gisbert Jr. | Oliver Fernández Gilbert Schaller    | 6-1, 6-3  |
| 5. | 20 giugno 1994    | Nord LB Open, Braunschweig      | Terra rossa | Emilio Sánchez   | Gábor Köves László Markovits         | 6-4, 7-6  |